# Коза ностра

Схема организации

Ко́за но́стра (на сицилийском языке Cosa Nostra — «наше дело»; произношение, характерное для Сицилии, — коса ностра (с глухим звуком с)) — сицилийская преступная организация, итальянская мафия.
Коза ностра — свободная ассоциация преступных групп, которые имеют общую организационную структуру и кодекс поведения. Основная группа, известная как «семья», «клан» (cosca). Коза ностра выстроена в виде иерархической пирамиды.

## История
Коза ностра действует на Сицилии с начала XIX века, превратившись в начале XX века в международную организацию. Первоначально организация занималась защитой (включавшей самые жестокие методы) владельцев апельсиновых плантаций и дворян, владевших крупными земельными участками, в основном от самих же бандитов. Это были первые зачатки организованного рэкета. Позже коза ностра расширила спектр своей деятельности, став мощной преступной группировкой во всех отношениях. С XX века главным направлением деятельности Коза ностры стал бандитизм. По данным Европола, в XXI веке организация сконцентрировала свою деятельность в области торговли наркотиков, проведении незаконных финансовых операций, отмывании нелегальных доходов.
Организация состояла из групп, называемых «семьями» (famiglia). Сама «семья» имеет жёсткую иерархическую структуру, подчинённую так называемому «крёстному отцу» (padrino). Территорию деятельности «семьи» разделяли на своеобразные округа, которые могли состоять из улиц, районов или даже целых провинций. Каждый округ контролировали обычно три семьи, которые избирали своего лидера (такого лидера называют иногда capo di capi — «голова голов»). Этот лидер выбирал своего заместителя и ещё одного — трёх «советников» (консильери).
Термин был популяризован во всём мире Марио Пьюзо в его романе «Крёстный отец». Термин «коза ностра» сейчас относят исключительно к сицилийской мафии, а также выходцам из Сицилии в США. Его используют для того, чтобы отличить международные преступные структуры от традиционной сицилийской. Часто Коза Ностру ошибочно считают традиционной итальянской мафией, хотя её родиной и местом деятельности был долгое время остров Сицилия который обладал независимостью либо находился под властью разных государств, а на Итальянском полуострове до середины XIX века было множество раздробленных государств.
16 января 2023 года в Палермо после 30 лет розыска был арестован один из известнейших главарей «Коза ностры» Маттео Мессина Денаро. После того как журнал L’Espresso опубликовал его фото на обложке с заголовком «Ecco il nuovo capo della mafia» («Это новый босс мафии») за границей его стали воспринимать как главаря всей «Коза ностры» в целом, но дело в том у «Коза ностры» не было и нет единого руководителя. 25 сентября того же года он умер в больнице города Л’Акуила от рака толстой кишки.

## Некоторые кланы
В состав Коза ностры входят следующие кланы и семьи:
- Клан дей Катанези;
- Клан дей Корлеонези;
- Клан Кунтрера-Каруана[итал.];
- Клан Фиданцати;
- Клан Флативанца ди Фавара;
- Клан Ринцивилло[итал.];
- Клан Мотизи;
- Клан Владиавелли Козевелли;
- Семья Денаро;
- Семья Гравиано[итал.];
- Семья Инцерилло[итал.].

## Отражение в кино
Деятельность и нравы «Коза ностры» были реалистично изображены в знаменитом гангстерском фильме «Крёстный отец», в сериале «Сопрано», в фильме Теренса Янга «Бумаги Валачи», созданном по мотивам знаменитого дела гангстера Джо Валачи, создавшего сам термин «коза ностра», и в популярном итальянском телесериале «Спрут», итальянском сериале «Дон Корлеоне», а также в фильме режиссёра Марко Беллоккьо «Предатель» («Il traditore»).

## Взаимоотношения с другими преступными группировками
Коза ностра по причине своей криминальной харизмы поддерживает взаимоотношения со всеми крупными криминальными организациями, как итальянскими, так и зарубежными.
Мафии всех стран мира объединяются и сотрудничают, продвигая свою характерную преступную деятельность, такую как наркоторговля, незаконный экспорт оружия, проституция, вымогательство и азартные игры, создавая проблему для человечества, гражданского порядка в обществе и спокойной жизни.
В 1920-е годы правящая Национальная фашистская партия развязала войну против Коза ностры, которую вёл префект Палермо и сенатор Чезаре Мори по прозвищу «Железный префект». Многие из лидеров мафии бежали в США, где продолжили свою преступную деятельность, при этом называя себя «жертвами репрессий» со стороны итальянских фашистов; немногие остались на острове, поддерживая любое сопротивление.
В 1994 году сообщали о русской мафии на территории США в Атланте и их сотрудничестве с Коза нострой.
К 1998 году у солнцевской организованной преступной группировки в Москве появился свой лидер в Риме, который координирует инвестиции русской мафии в Италию. Как выяснилось из расследования, авторитетные западные банкиры давали российскому боссу очень полезные советы о том, как «отмывать» грязные деньги из России в Западной Европе, чтобы это выглядело легально.
В 2008 году было оформлено сотрудничество между русской мафией и Коза нострой, Ндрангета и Каморра. Под надзором русской мафии находятся итальянские фермы, грузовые перевозки, как на международном уровне, так и в стране. Русская мафия в мире насчитывает около 300 000 человек и является третьей преступной организацией после итальянской и китайской.
2 октября 2012 года в докладе Капонетто было озвучено о проникновении русской мафии в Республику Сан-Марино и Эмилия-Романья.